# Monrupino
Monrupino (en esloveno Repentabor) es un municipio italiano de 880 habitantes (año 2008) perteneciente a la provincia de Trieste, en la región del Friuli-Venecia Julia.

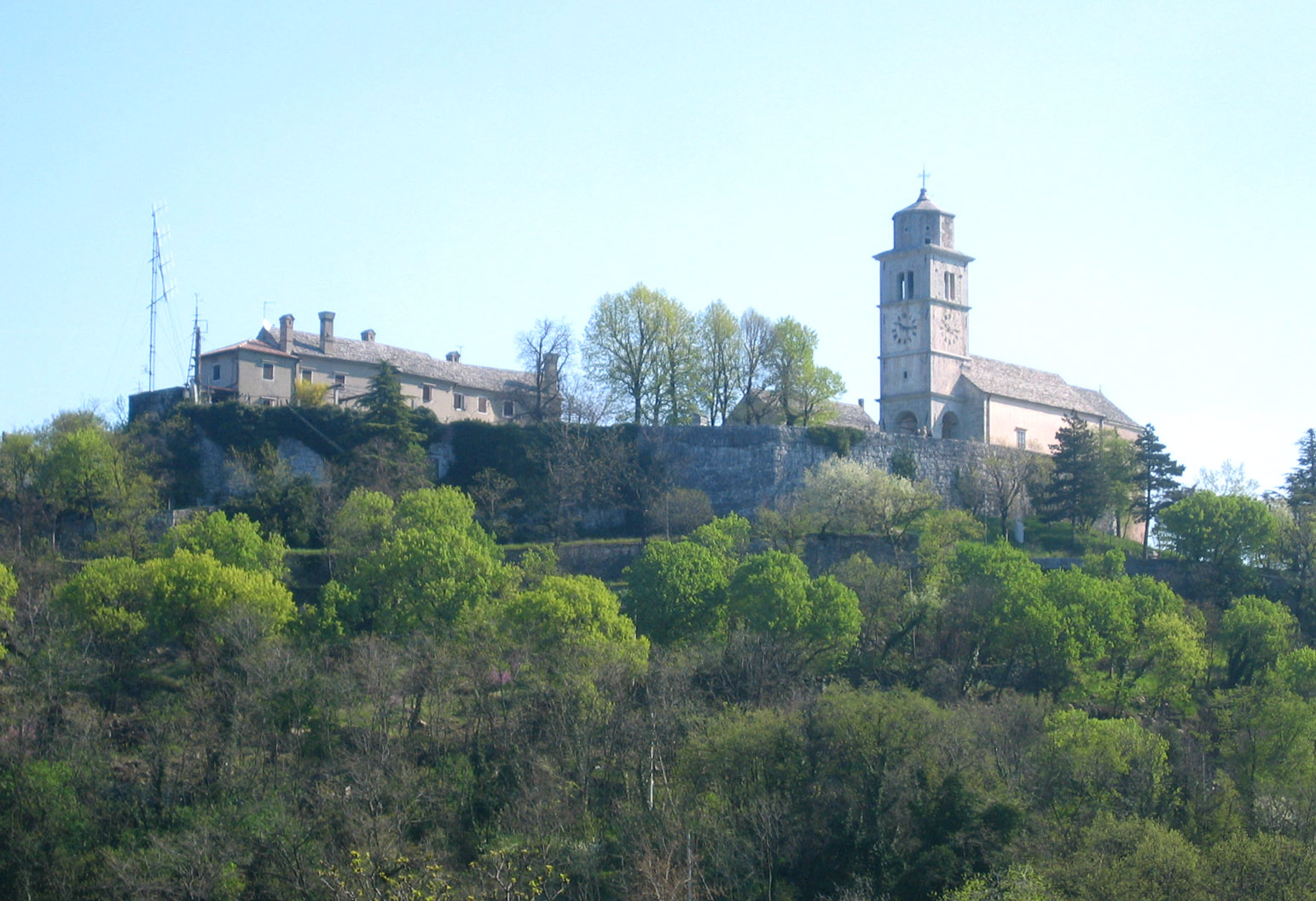
Iglesia de Monrupino.

Monrupino es el municipio más pequeño de la provincia de Trieste. Comprende las fracciones de Fernetti (eslov. Fernetiči), Col (ital. Zolla) y  Repen (ital. Rupingrande) y limita directamente con el municipio esloveno de Sežana. La población pertenece principalmente a la minoría de habla eslovena.
Hasta la adhesión de Eslovenia a la Unión Europea, el paso fronterizo de Fernetti era uno de los principales puntos de tránsito de las mercancías italianas que se exportaban a los Balcanes. La conexión directa con el tráfico rodado internacional ha influido positivamente en la economía del lugar.
No obstante, Monrupino sigue siendo muy tradicional, como demuestran las numerosas y bien conservadas casas típicas del Carso (ital. casa carsica, eslov. kraška hiša), en las que los turistas pueden conocer las costumbres de la zona, así como contemplar herramientas agrícolas y muebles del siglo pasado. En verano, una atracción especial son las "bodas cársicas" (ital. nozze carsiche, eslov. kraška ohcet), en las cuales los novios se casan según la tradición del Karst.
En una colina del municipio se halla el pequeño y fortificado santuario de Monrupino, que data del siglo XVI. Desde aquí se puede divisar un amplio panorama de la zona circundante de Italia y Eslovenia.
El pueblo se desarrolló a partir de 1906, con la apertura de la línea de ferrocarril del Karst. Hoy, sin embargo, en esta línea férrea no hay tráfico de pasajeros y raramente lo hay de mercancías.

## Evolución demográfica
| Gráfica de evolución demográfica de Monrupino entre 1861 y 2001 |
|                                                                 |
| Fuente ISTAT - elaboración gráfica de Wikipedia                 |